# 530-talet

## Händelser
- 532 - För första gången tillämpas Dionysius Exiguus' uträknade kristna tideräkning, med årtal anvigna "efter Kristus" varigenom man på så sätt kan ange innevarande år såsom Anno Domini, Herrens år.
- 535-536 - inträffade den allvarligaste episoden med långvarig nedkylning av det norra halvklotet de senaste 2000 åren.
- 537 - Det legendariska slaget vid Camlann, där Kung Artur och Mordred dödar varandra, utkämpas.
- 538 - Kofuneran avslutas med Asukaperioden, den andra delen av Yamatoperioden i Japan börjar.
- 538 - Buddhismen införs formellt i Japan (enligt vad vissa beräkningar, se även 552).

## Födda
- 539 – Maurikios, kejsare av Bysantinska riket.

## Avlidna
- 22 september 530 – Felix IV, påve.
- 17 oktober 532 – Bonifatius II, påve.
- 8 maj 535 – Johannes II, påve.
- 22 april 536 – Agapetus I, påve.
- 20 juni 538 – Silverius, påve.